# Pluduno
Pluduno is een plaats en voormalige gemeente in het Franse departement Côtes-d'Armor in de regio Bretagne. De plaats maakt deel uit van het arrondissement Dinan. Pluduno telde op 1 januari 2022 2.205 inwoners.

## Geschiedenis
Op 1 januari 2025 is de gemeente gefuseerd met Pléven tot de commune nouvelle Val-d'Arguenon, waarvan Pluduno de hoofdplaats werd.

## Geografie
De oppervlakte van Pluduno bedroeg op 1 januari 2022 28,32 vierkante kilometer; de bevolkingsdichtheid was toen 77,9 inwoners per km².
De onderstaande kaart toont de ligging van Pluduno met de belangrijkste infrastructuur en aangrenzende gemeenten.

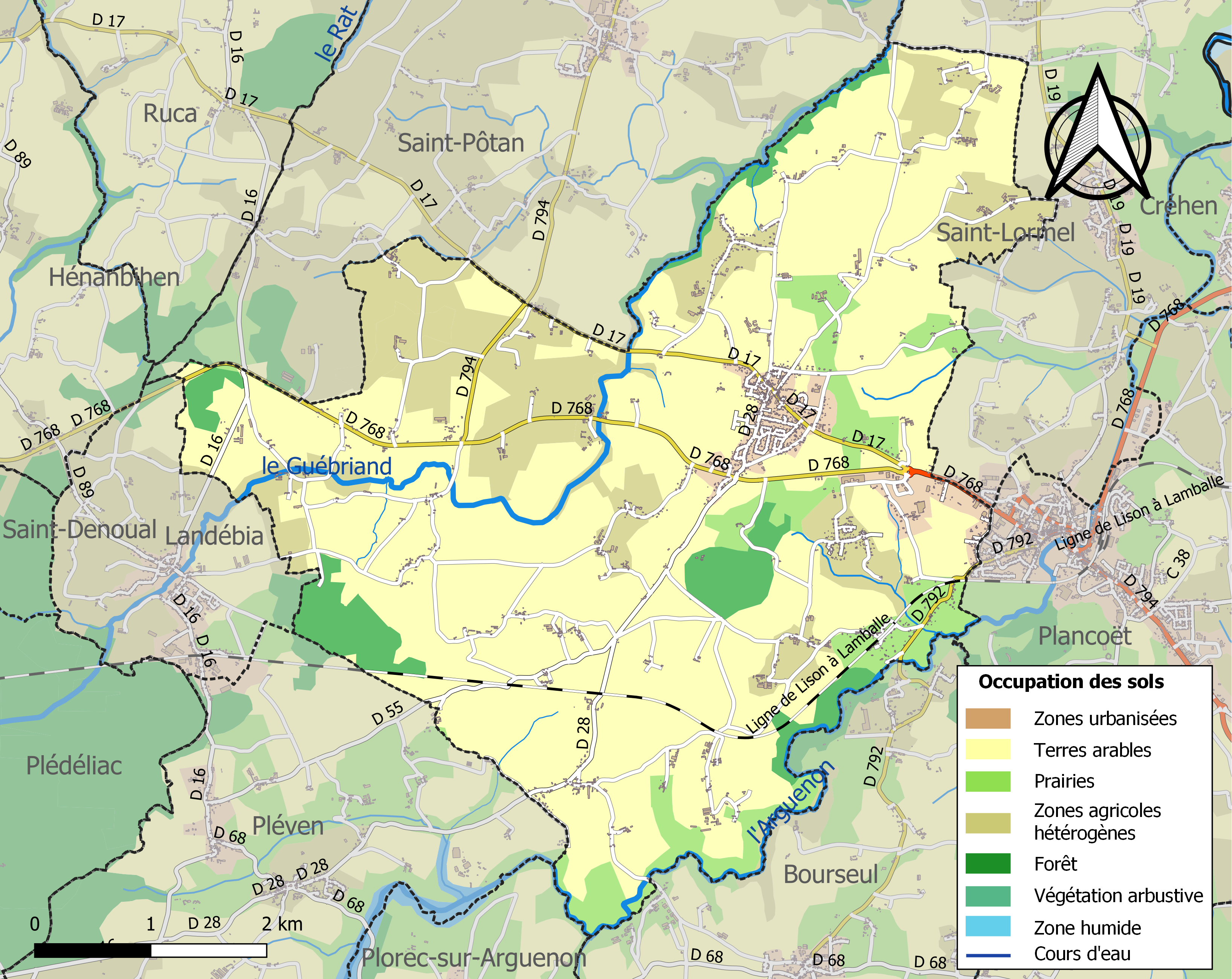

## Demografie
Onderstaande figuur toont het verloop van het inwonertal.